# Oljekonsumenternas förbund

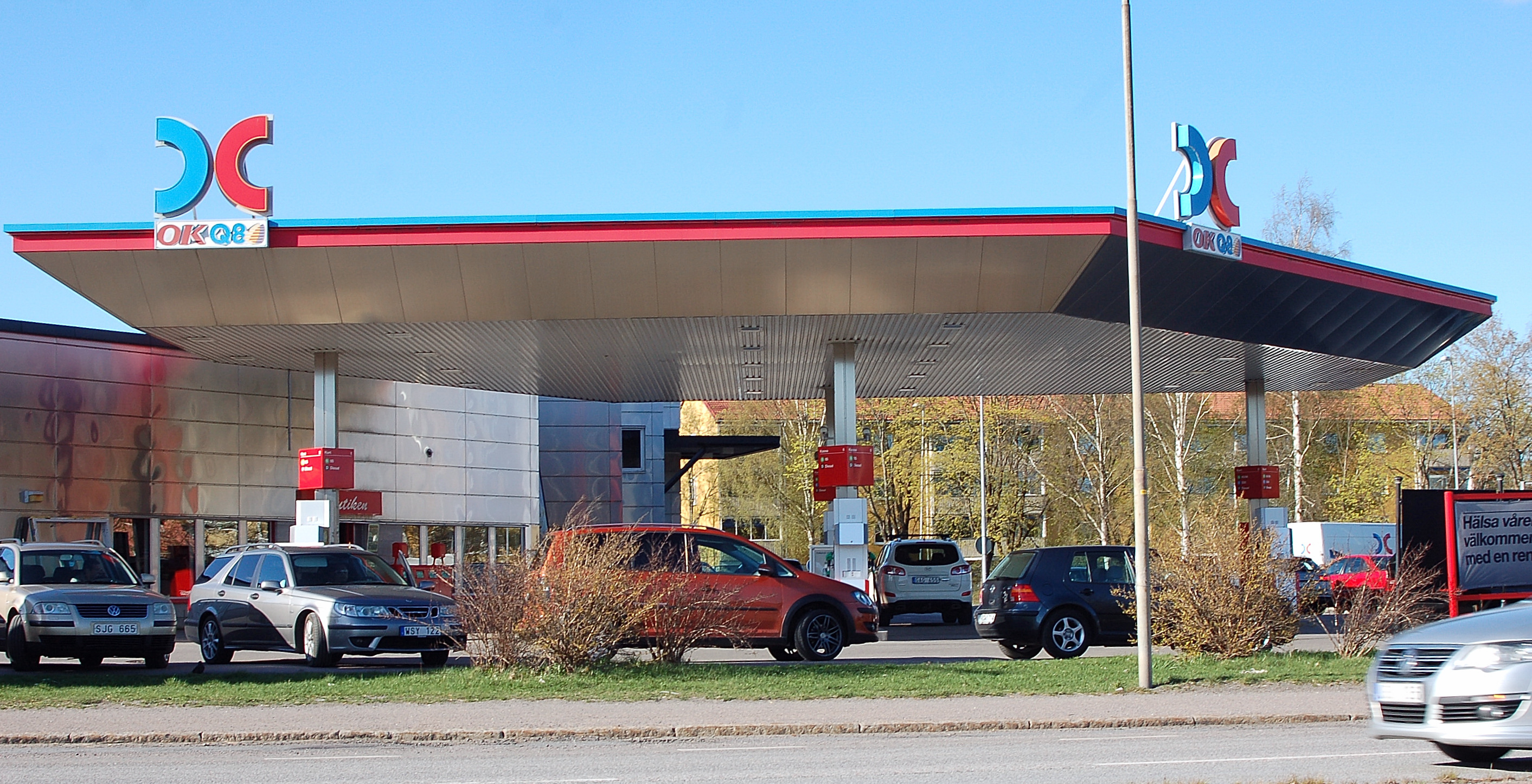
OKQ8 i Karlskoga

Oljekonsumenternas förbund, OK, konsumentkooperativ rörelse, uppbyggd som ett förbund av konsumentföreningar. De sex föreningarna har tillsammans cirka 1 000 000 medlemmar. Den största föreningen är OK Ekonomisk förening med 710 000 medlemmar som sedan 1999 driver sina bensinstationer tillsammans med Kuwait Petroleum International (Q8) i ett hälftenägt bensinbolag OKQ8. Övriga konsumentföreningar är inte delägare i OKQ8.
OK ekonomisk förening ger genom OK Förlaget AB ut bland annat tidningen Vi Bilägare.

## Konsumentföreningarna

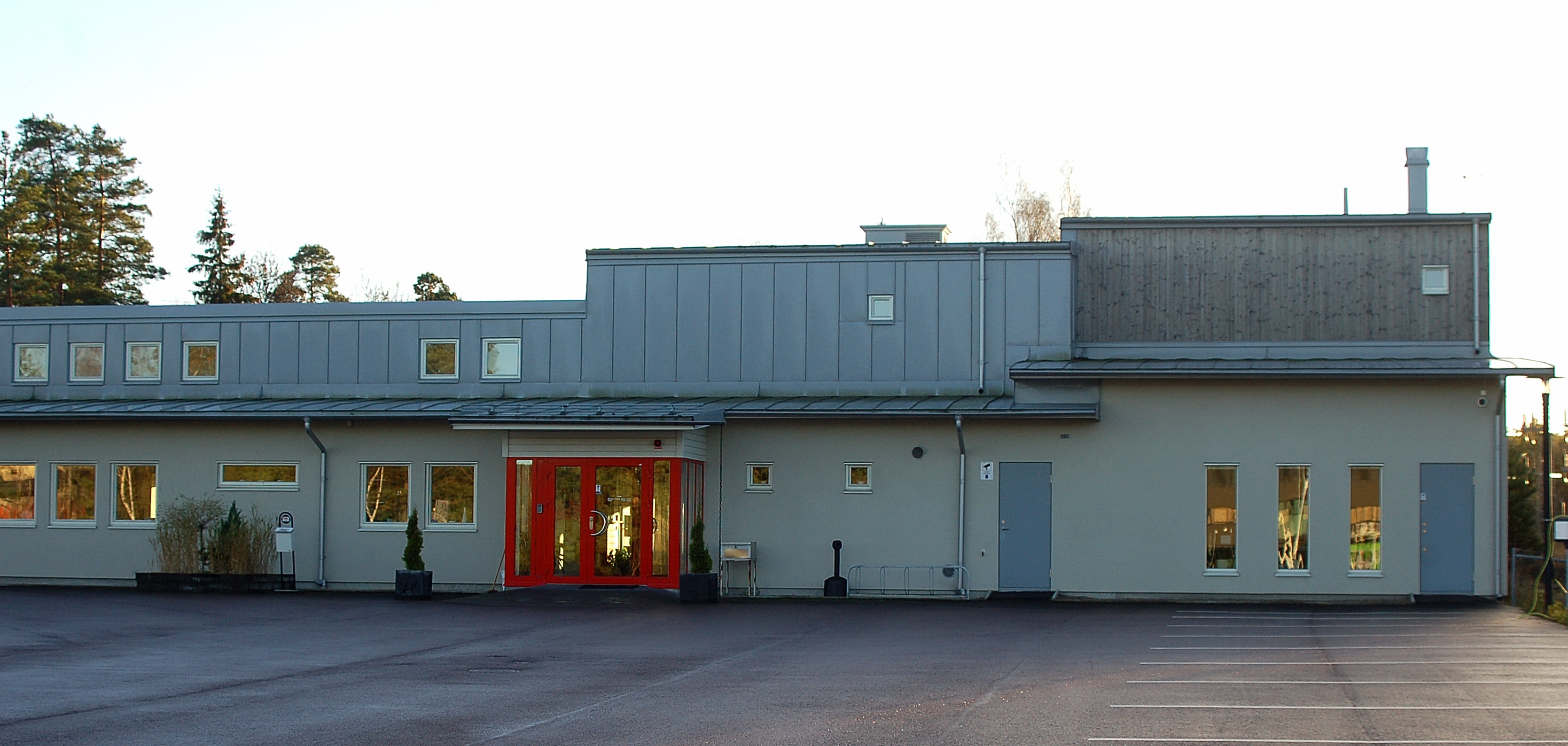
OK Värmlands föreningskontor på Hultsberg i Karlstad.

OK består av sex konsumentföreningar:
- OK Ekonomisk förening
- OK Norrbotten
- OK Värmland
- OK Västerbotten
- OK Köping
- OK Örnsköldsvik

Var och en av dessa konsumentföreningar har egna stadgar och beslutar genom årsmöten hur verksamheten ska bedrivas. OK ekonomisk förening är den största av OK:s konsumentföreningar och medlemsantalet uppgick 2019 till 710 000 medlemmar.. De övriga föreningarna har 300 000 medlemmar sammanlagt

## Historik

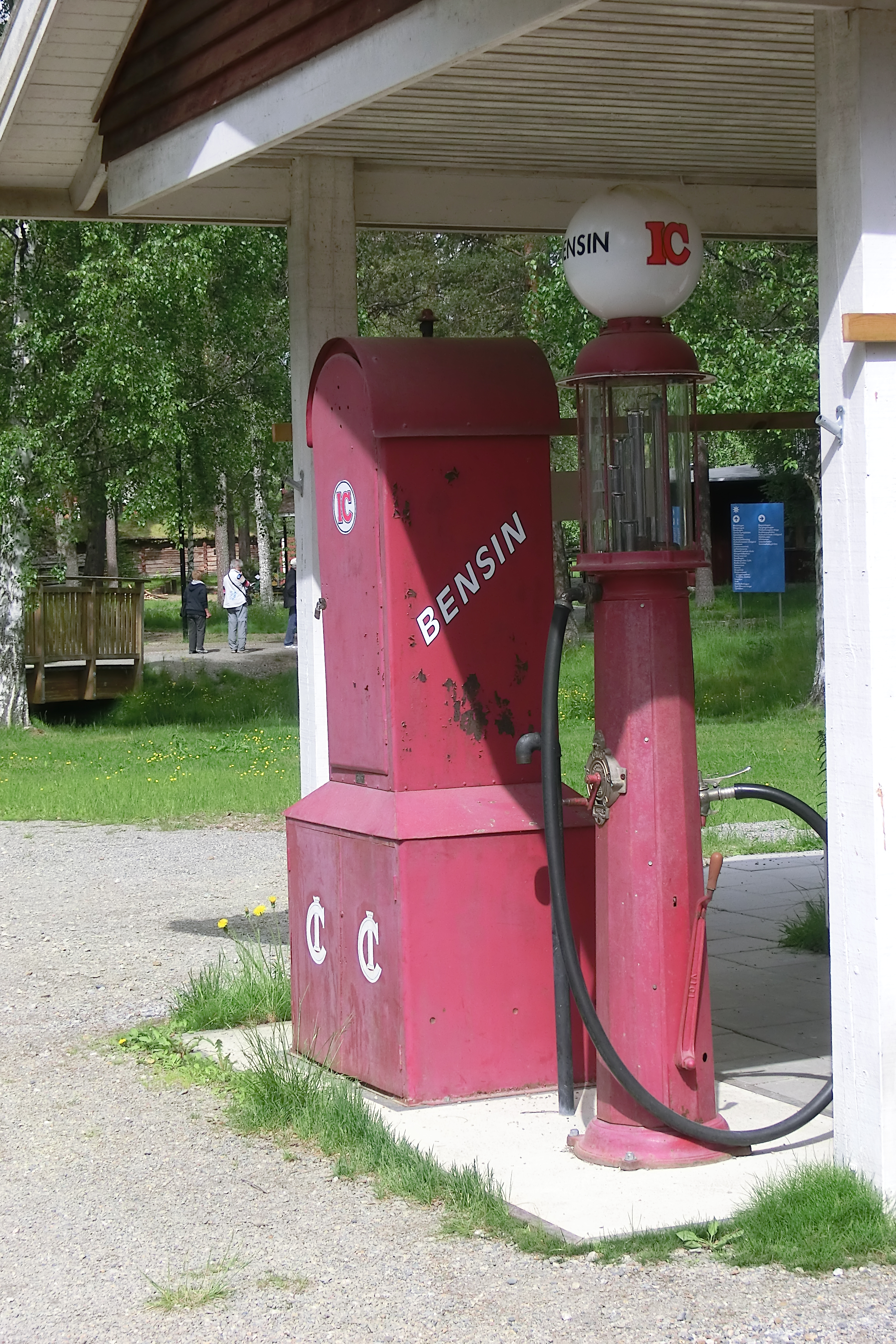
Bensinpump på Gammplatsen i Lycksele

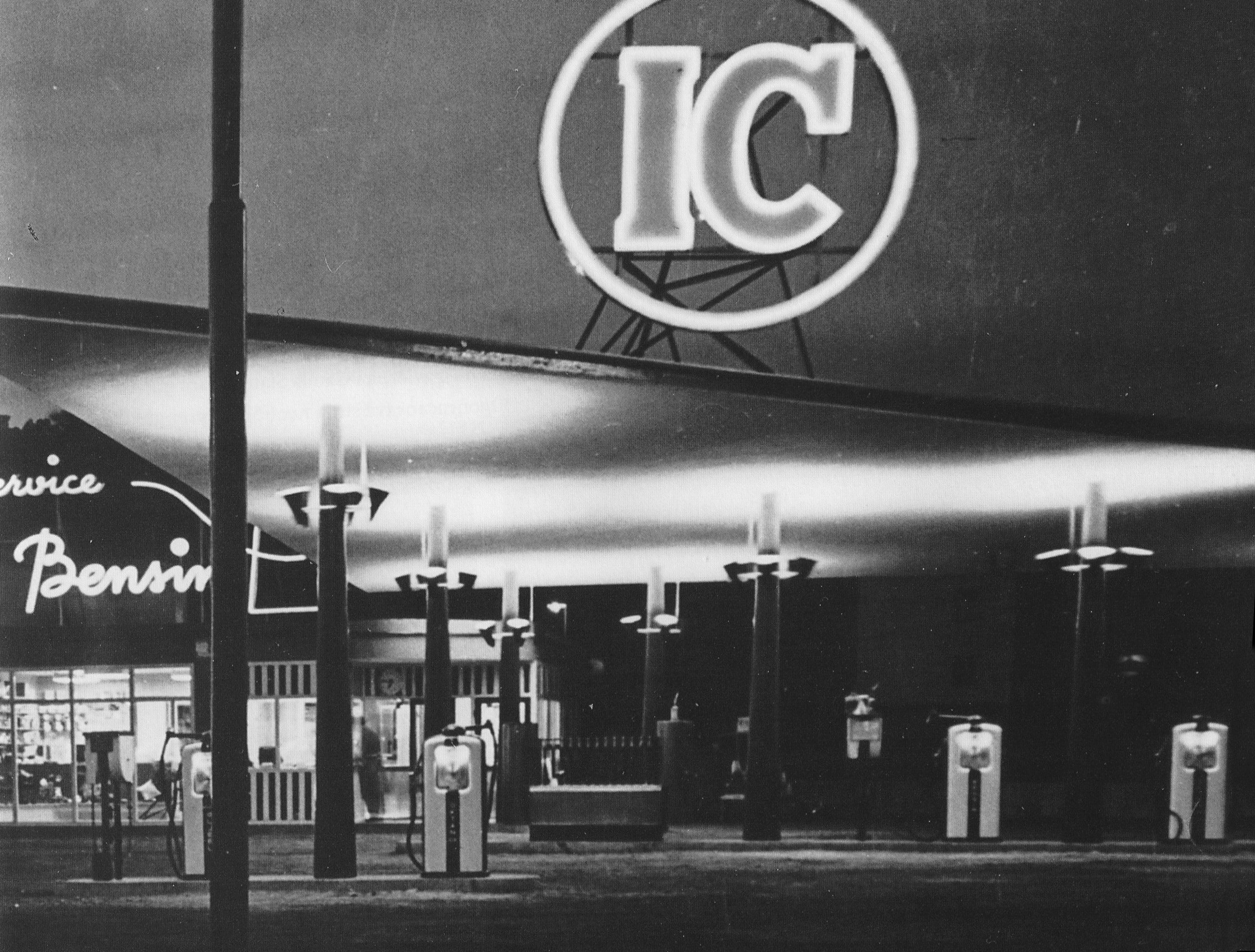
IC bensinstation vid Brommaplan i västra Stockholm, 1953

OK har sina rötter dels i Bilägarnas inköpscentral, IC, som bildades 1926 och dels i Sveriges oljekonsumenters riksförbund, OK, som bildades på initiativ av Kooperativa Förbundet 1945.
Gislaved och ägaren Kooperativa Förbundet inledde ett samarbete med IC på 1920-talet. Anledningen var att den kooperativa rörelsen vill bryta karteller, i detta fall gentemot gummiindustrin.

### IC och OK blir Oljekonsumenternas förbund
1963 införlivades IC i OK. Namnet Oljekonsumenternas förbund antogs 1969. OK avancerade till att bli den största bensinförsäljaren i Sverige under 1970-talet.
År 1968 ville OK bygga ett nytt raffinaderi på den svenska västkusten. År 1970 fick OK klartecken av regeringen och året därpå påbörjades byggandet av vad som fick namnet Skandinaviska Raffinaderi AB eller Scanraff som det kom att kallas. Den 29 maj 1975 invigdes raffinaderiet. Scanraff var den dittills största enskilda investeringen i Sverige, med en byggkostnad av 1,47 miljarder kronor i 1975 års prisnivå.
Satsningen på Scanraff visade sig under 1970-talets oljekris vara lyckad, då ägaren OK med egna tankfartyg och eget raffinaderi kontrollerade alla led från råoljekälla till färdig produkt.
1986 frånskildes OK:s industridel (utvinning och raffinering av oljeprodukter) för att fusioneras med det statliga oljebolaget Svenska Petroleum AB (SP) och fick då namnet OK Petroleum AB. 1989 köpte det nya oljebolaget 50 % av svenska Texaco och 1994 köpte man den andra hälften. 
1994 köpte det nybildade Corral Petroleum Hold AB oljebolaget OK Petroleum (inklusive det helägda dotterbolaget Texaco) och ändrade två år senare namn på bolaget till Preem. 

### OKQ8
Kvar fanns emellertid OK:s kedja med bensinstationer. För att överleva på den hårda marknaden köpte man 1996 Sydbensin och tog beslutet att samstationera med Q8 under namnet OKQ8. Detta visade sig vara framgångsrikt och ledde till att man den 1 januari 1999 bildade OK-Q8 AB för att permanent förvalta samtliga bensinstationer gemensamt. Bensinstationerna behöll dock sina gamla separata företagsnamn även under 1999 för att sedan döpas om till det nya gemensamma år 2000.

### Fotnoter
1. 1 2  ”Våra föreningar”. https://www.ok.se/om-ok/vara-foreningar. Läst 28 mars 2019.
2. ↑  ”OK Förlaget”. ok.se. Arkiverad från originalet den 1 mars 2016. https://web.archive.org/web/20160301180326/http://www.ok.se/Om-OK/OK-forlaget/.
3. ↑  ”OK-förlaget och tidningarna”. okhistoria.se. Arkiverad från originalet den 14 maj 2019. https://web.archive.org/web/20190514212041/https://www.ok.se/historia/i-medlemmarnas-tjanst/ok-forlaget-och-tidningarna. Läst 14 maj 2019.
4. ↑  ”Grundandet av IC”. okhistoria.se. Arkiverad från originalet den 3 maj 2016. https://web.archive.org/web/20160503141558/http://okhistoria.se/den-kooperativa-utmanaren/den-kooperativa-utmanaren/grundandet-av-ic/. Läst 12 mars 2016.
5. 1 2  ”Historia”. ok.se. Arkiverad från originalet den 26 mars 2016. https://web.archive.org/web/20160326155442/http://www.ok.se/Om-OK/Historia/.
6. ↑  ”Den punkterade Gummiringen”. okhistoria.se. Arkiverad från originalet den 5 mars 2016. https://web.archive.org/web/20160305043856/http://okhistoria.se/den-kooperativa-utmanaren/den-kooperativa-utmanaren/den-punkterade-gummiringen/. Läst 12 mars 2016.
7. 1 2 3  ”OK på väg i 75 år”. OK. Arkiverad från originalet den 29 oktober 2013. https://web.archive.org/web/20131029190724/http://www.ed.se/skin/37/elements/jubileumsfolder.pdf. Läst 21 december 2009.